# Van-Loon-Gletscher
Der Van-Loon-Gletscher ist ein 11 km langer Gletscher im ostantarktischen Viktorialand. Er fließt von den Osthängen der Bowers Mountains zwischen dem Rastorgujew- und dem Montigny- zum Graveson-Gletscher. 
Der United States Geological Survey kartierte ihn anhand eigener Vermessungen und Luftaufnahmen der United States Navy aus den Jahren von 1960 bis 1962. Das Advisory Committee on Antarctic Names benannte ihn im Jahr 1975 nach dem südafrikanischen Meteorologen Harry Van Loon, der von 1957 bis 1958 auf der Station Little America tätig war.